# Axel Salto
Axel Johannes Salto, född den 17 november 1889 i Köpenhamn, död där den 21 mars 1961, var en dansk grafiker och formgivare av keramik och stengods med stiliserade djur som motiv till litografier. Under åren 1917-1920 var han redaktör för konsttidskriften Klingen.

## Konstnärskap
Salto anses som en av de viktigaste danska designerna inom keramisk konst. Han uppnådde en stark uttryckskraft genom att utnyttja både form och yta i sina verk. Salto tolkade motiv från växtriket och skapade verk med ytstrukturer med dynamisk energi och dramatiska linjer.
Salto arbetade i tre stilar; knoppning, groning och levande sten. Han slutade aldrig experimentera med olika glasyrer och organiska former, vilket ledde till att hans konst ständigt utvecklades och förändrades. Under större delen av sin karriär arbetade Salto på Royal Copenhagen. Denna legendariska tillverkare produceras Saltos design från 1930-talet och fram till hans död 1960.
Saltos konstnärliga färdigheter tog sig uttryck i olika former, bland annat gjorde han illustrationer för böcker, smycken och textilier. Salto vann flera priser genom åren, bland annat Grand Prix på Milanotriennalen 1951. Salto är representerad vid bland annat Nationalmuseum.